# Silke Schatz
Silke Schatz (* 1967 in Celle) ist eine deutsche Künstlerin.

## Leben
Von 1987 bis 1995 besuchte sie die Hochschule für Bildende Künste Braunschweig, unterbrochen von einem Aufenthalt in Chicago (1991/92), wo sie am School of Art Institute studierte. 1995 war sie Meisterschülerin bei Thomas Huber. Von 2006 bis 2007 war sie als Mentorin im Fachbereich Bildende Kunst an der Fachhochschule Hannover tätig.
Silke Schatz fertigt Zeichnungen, Skulpturen und Installationen. Zu ihren international ausgestellten Werken gehören Manifesta 5 (San Sebastien), Drawing on Space (Project Arts Centre in Dublin), International Paper (UCLA Hammer Museum) und A Nova Geometria (Galeria Fortes Vilaca in São Paulo). Sie wird von Meyer Riegger in Karlsruhe und der Wilkinson Gallery in London vertreten.
Sie lebt derzeit mit ihrem Mann und ihren drei Töchtern in Köln.

## Ausstellungen und Projekte (Auswahl)

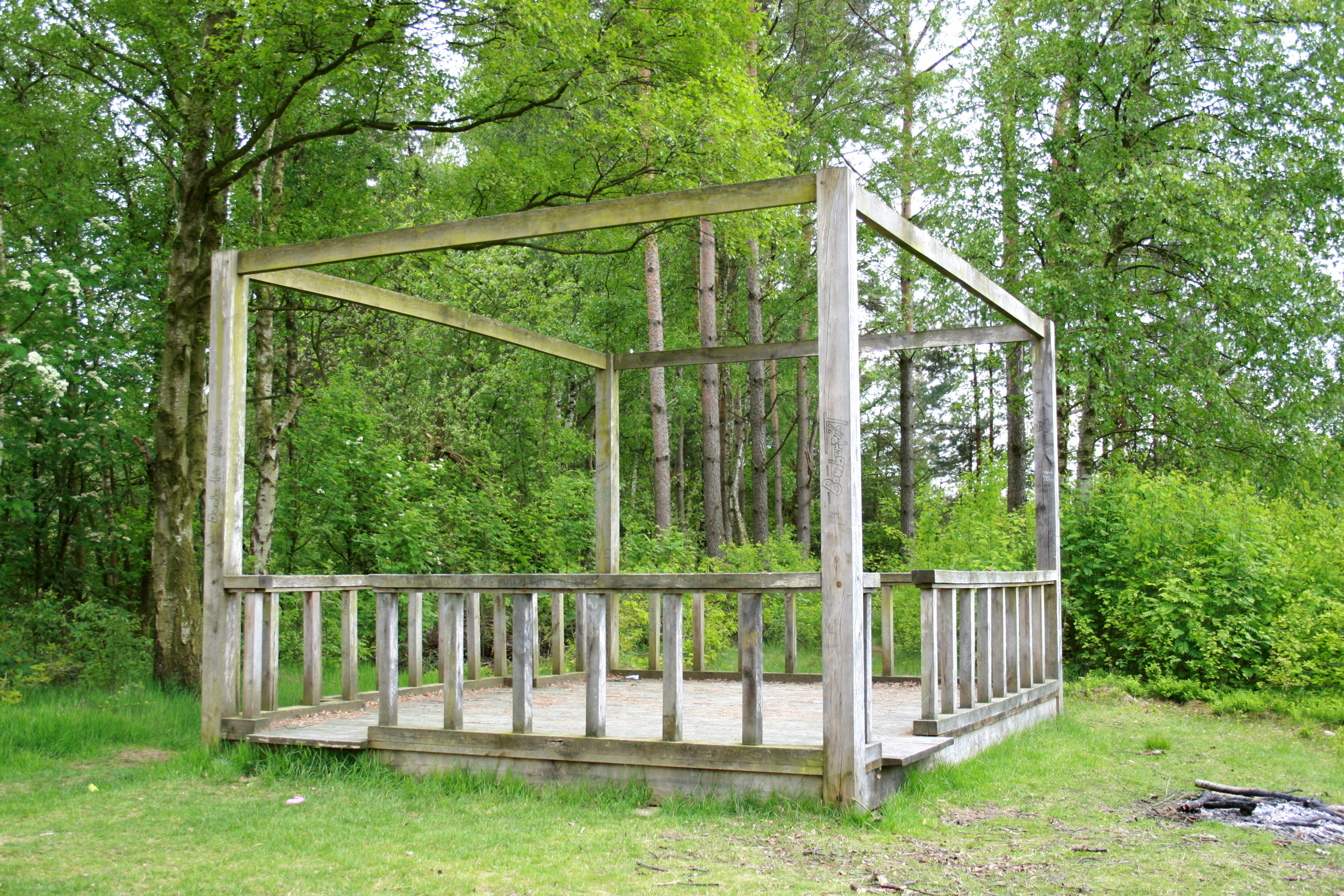
Eiche tätowiert, Skulptur von Silke Schatz im Projekt Kunst-Landschaft Springhornhof (2005)

- 1999: Zeitwenden Ausblick, Kunstmuseum Bonn
- 2000: Zeitwenden Ausblick, Museum Moderner Kunst Stiftung Ludwig Wien
- 2001: Come-in, Institut für Auslandsbeziehungen e. V.
- 2002: Persönliche Pläne, Kunsthalle Basel
- 2003: Peter Friedl, Claudia und Julia Müller, Peter Pommerer, Silke Schatz. Zeichnungen, Kunstverein Heilbronn
- 2003: Come-in, Centre of Contemporary Art Kiev
- 2003: International Paper - Drawings by Emerging Artists, UCLA Hammer Museum
- 2004: Manifesta 5. European Biennial of Contemporary Art, International Foundation Manifesta, Öffentlicher Raum Donostia - San Sebastián
- 2005: eiche tätowiert, Neuenkirchen bei Soltau, Kunstverein und Stiftung Springhornhof (Tanzboden, Außenskulptur am Stichter See)
- 2005: Interior View. Künstler erforschen die Sprache der Architektur, Museum Moderner Kunst Kärnten, De Zonnehof Amersfoort - Centrum voor Moderne Kunst, First Site Colchester, Fri Art – Centre d’art contemporain
- 2005: post_modellismus, Krinzinger Projekte
- 2006: Eine Person allein in einem Raum mit Coca-Cola-farbenen Wänden, Grazer Kunstverein
- 2006: Radical Self - Wurzelkind, Bomann-Museum Celle
- 2007: Modelle für Morgen: Köln, Öffentlicher Raum Köln, Europäische Kunsthalle Köln
- 2008: Recollecting. Raub und Restitution, Museum für angewandte Kunst (Wien)
- 2008: Präsentation Wilkinson, Wilkinson Gallery, Viennafair 2008
- 2009: MYTHOS Varusschlacht, Lippisches Landesmuseum
- 2012:	Caroline Bayer | Silke Schatz, Kunstmuseum Mülheim an der Ruhr
- 2013:	Schauplatz Stadt, Kunstmuseum Mülheim an der Ruhr
- 2013: Paper, Saatchi Gallery

## Auszeichnungen
- 2000: HAP-Grieshaber-Preis
- 2001: Förderpreis des Landes Nordrhein-Westfalen für junge Künstlerinnen und Künstler
- 2003: Stipendiatin der Deutschen Akademie Rom Villa Massimo